# Joop Daniëls
Jozeph (Joop) Daniëls (Rotterdam, 25 augustus 1931 – aldaar, 27 januari 2001) was een Nederlands profvoetballer die vooral furore maakte als aanvaller van Sparta.

## Carrière
Daniëls begon met voetbal in de jeugdafdeling van HION. Bij deze Rotterdamse club zetten ook Jan Everse en Faas Wilkes de eerste stappen in hun voetballoopbaan.
Tussen 1954 en 1962 speelde Daniëls voor Sparta en hij maakte deel uit van het team dat landskampioen werd in 1959. Het was het beste seizoen uit zijn carrière want hij scoorde als aanvalsleider 23 van de 83 doelpunten waarmee Daniëls clubtopscorer werd.  
Het seizoen daarop speelde Daniëls met Sparta in het toernooi om de Europacup I. De eerste wedstrijd in de eerste ronde thuis tegen IFK Göteborg werd met 3–1 gewonnen en Daniëls scoorde alle doelpunten van Sparta. In de kwartfinale tegen Glasgow Rangers werd Sparta uiteindelijk uitgeschakeld, na het spelen van een beslissingswedstrijd.
In 1962 nam SVV, dat uitkwam in de Tweede divisie, hem voor één seizoen over. 
Een jaar later tekende hij een contract bij het pas opgerichte Telstar. De fusieclub was in 1963 ontstaan door de samenvoeging van Stormvogels en VSV. In het debuutseizoen promoveerde Telstar naar de Eredivisie. Na een seizoen terug op het hoogste niveau beëindigde Daniëls zijn profloopbaan.  
Hij overleed in 2001 op 69-jarige leeftijd.

## Carrièrestatistieken
| Seizoen         | Club            | Land            | Competitie                   | Competitie | Competitie | Beker | Beker | Internationaal | Internationaal | Overig | Overig | Totaal | Totaal |
| Seizoen         | Club            | Land            | Competitie                   | Wed.       | Dlp.       | Wed.  | Dlp.  | Wed.           | Dlp.           | Wed.   | Dlp.   | Wed.   | Dlp.   |
| --------------- | --------------- | --------------- | ---------------------------- | ---------- | ---------- | ----- | ----- | -------------- | -------------- | ------ | ------ | ------ | ------ |
| 1954/55         | Sparta          | Nederland       | Eerste klasse D (Afgebroken) | 0          | 0          | –     | –     | 0              | 0              | 0      | 0      | 0      | 0      |
| 1954/55         | Sparta          | Nederland       | Eerste klasse B              | 13         | 12         | –     | –     | 0              | 0              | 0      | 0      | 13     | 12     |
| 1955/56         | Sparta          | Nederland       | Hoofdklasse A                | ?          | 7          | –     | –     | 0              | 0              | –      | 2      | –      | 9      |
| 1956/57         | Sparta          | Nederland       | Eredivisie                   | 10         | 4          | –     | 0     | 0              | 0              | 0      | 0      | 10     | 4      |
| 1957/58         | Sparta          | Nederland       | Eredivisie                   | 10         | 3          | –     | 2     | 0              | 0              | 0      | 0      | 10     | 5      |
| 1958/59         | Sparta          | Nederland       | Eredivisie                   | 26         | 23         | –     | 7     | 0              | 0              | 0      | 0      | 26     | 30     |
| 1959/60         | Sparta          | Nederland       | Eredivisie                   | 23         | 10         | –     | –     | 3              | 4              | 0      | 0      | 26     | 14     |
| 1960/61         | Sparta          | Nederland       | Eredivisie                   | 18         | 6          | –     | 1     | 0              | 0              | 0      | 0      | 18     | 7      |
| 1961/62         | Sparta          | Nederland       | Eredivisie                   | 12         | 1          | –     | 0     | 0              | 0              | 0      | 0      | 12     | 1      |
| 1962/63         | SVV             | Nederland       | Tweede divisie B             | ?          | 2          | –     | 0     | 0              | 0              | 0      | 0      | –      | 2      |
| 1963/64         | Telstar         | Nederland       | Eerste divisie               | ?          | 6          | –     | 1     | 0              | 0              | –      | 0      | –      | 7      |
| 1964/65         | Telstar         | Nederland       | Eredivisie                   | 13         | 2          | –     | 0     | 0              | 0              | 0      | 0      | 13     | 2      |
| Carrière totaal | Carrière totaal | Carrière totaal | Carrière totaal              | –          | 76         | –     | 11    | 3              | 4              | –      | 2      | –      | 93     |

## Erelijst
Sparta
| Nationaal     |    |         |
| Landskampioen | 1x | 1958/59 |